# فینال جام حذفی فوتبال ایتالیا ۲۰۱۴
فینال جام حذفی فوتبال ایتالیا ۲۰۱۴ شصت و هفتمین فصل از رقابت‌های کوپا ایتالیا بود. این مسابقه در ۳ مهٔ ۲۰۱۴ بین فیورنتینا و ناپولی در ورزشگاه المپیک رم برگزار شد. در نهایت باشگاه فوتبال ناپولی با دو گل لورنزو اینسینیه و تک گل دریس مرتنز برای پنجمین بار قهرمان کوپا ایتالیا شد.